# Ester Graff
Ester Marie Stage Graff (* 3. Mai 1897 in Hesselager Sogn; † 23. Januar 1991 in Kopenhagen) war eine dänische Geschäftsfrau und Feministin.

## Leben
Ester Graff wurde als Tochter von Hans Peter Frederik Graff (1867–1940) und Christiane Martine Mortensen (1859–1939) geboren, sie war die mittlere von fünf Schwestern. Ihr Abitur legte sie im Jahr 1914 ab, es folgte eine Ausbildung zur Bürokauffrau und ein Studienaufenthalt in den USA von 1920 bis 1922. Ihr Berufsleben startete sie 1922 bei den „Levers Soap Factories“, heute Unilever, dort erreichte sie nach einigen Jahren die Position als Leiterin der Werbeabteilung. Mit Gunhild Ferslev absolvierte sie 1934 die Handelshøjskolens mit einem HD-Abschluss in Verkaufsorganisation und Werbung. Sie waren damit die ersten wissenschaftlich ausgebildeten Werbefrauen in Dänemark. In dem Jahr wurde die Prüfung zum dritten Mal abgehalten, jedoch waren das erste Mal Frauen dabei. Ihre Überzeugung war, dass die Kombination von Verkauf und Werbung ideal für das moderne Geschäft und zudem für Frauen geeignet sei, da sich die Werbung so sehr an weibliche Konsumenten richte. Von 1935 bis 1939 arbeitete sie für die Schwesterfirma „Sunlight“ in Stockholm. Nach dem Zweiten Weltkrieg wurde sie Direktorin der dänischen Niederlassung von Unilevers Werbeagentur Lintas, wo sie bis 1968 im Vorstand blieb.
Durch ihre Arbeit und durch mehrere Studienaufenthalte im Ausland entwickelte sie großes Interesse an internationalen Angelegenheiten und der Frauenbewegung. Sie trat während des Zweiten Weltkriegs dem Dänischen Frauensozialdienst bei und war für die Propagandaarbeit zuständig. Dem Vorstand des Kopenhagener Wahlkreises des Dänischen Frauenvereins trat sie 1940 bei und als stellvertretende Vorsitzende setzte sie sich von 1944 bis 1947 für mehr Frauen in politischen Gremien ein. Eine Kampagne anlässlich der Wahl 1945, die Versammlungsreihen, Wahlversammlungen, das Aufhängen von Plakaten und die Verteilung von 45.000 Wahlzetteln und 152.000 Flugblättern umfasste, ging auf ihre Initiative zurück. Durch diese Kampagne konnte die Zahl der Frauen im Parlament von zwei auf acht gesteigert werden. Graff erwarb sich durch diese Kampagne den Ruf einer ergebnisorientierten Vizepräsidentin.
Als die 1904 gegründete International Alliance of Women 1952 eine neue Präsidentin suchte und die dänische Mitgliedsorganisation aufgerufen wurde, lehnte die dänische Präsidentin Hanne Budtz ab und schlug stattdessen Ester Graff vor. Graff wurde auf dem 16. Kongress der Allianz 1952 in Neapel ohne Gegenkandidatin gewählt. Sie schlug ihre Schwester Marie Graff, die als Übersetzerin für französisch arbeitete, als Sekretärin vor und das Büro der IAW wurde nach Kopenhagen verlegt. Graff wurde 1955 in Colombo für eine zweite Amtszeit bis 1958 gewählt.
Der Schwerpunkt der Arbeit der International Alliance of Women lag in der Nachkriegszeit auf Menschenrechts- und Bildungsfragen. Zu diesem Zweck wurde intensiv mit der UNO zusammengearbeitet. Das Hauptthema auf dem Kongress in Neapel war die Bildung und Graff steuerte ein Papier zur beruflichen Bildung bei. Als Präsidentin der IAW nahm sie an Treffen mit der UNESCO teil, bei denen es um die Bedürfnisse der öffentlichen Bildung, den Kampf gegen Analphabetismus und die Bildung für Frauen, insbesondere in Entwicklungsländern, ging. Der Schwerpunkt verlagerte sich während ihrer Präsidentschaft vom Westen nach Ostasien. Die Zahl der Mitgliedsländer lag in den 1940er Jahren bei etwa 40 Ländern, wobei die meisten neuen Mitglieder aus Ländern der Dritten Welt kamen. Graff vertrat zudem die Überzeugung, dass die IAW Frauen gerade in den Ländern der Dritten Welt in ihrem Emanzipationsprozess unterstützen müsse. Dazu sollte die UNESCO Frauen in der Grundbildung unterstützen. Sie war 1954 die treibende Kraft hinter der internationalen Sommerschule in Elsinore, an der etwa 40 ausländische Frauen teilnahmen und in grundlegende Frauenfragen und frauenpolitische Arbeit eingeführt wurden.
Um den Kongress in Ceylon 1955 vorzubereiten, reiste sie sechs Monate durch zehn ostasiatische Länder. Dort hielt sie Vorträge in Frauenverbänden und erforschte die Lebensbedingungen der Frauen im Osten. So standen beim Kongress 1955 asiatische Frauenfragen im Vordergrund. Schwerpunkt des nächsten Kongresses 1958 in Athen war die politische Stellung und Vertretung von Frauen. Auf dem Kongress in Athen trat Ester Graff vom Amt der Präsidentin zurück und Ezlynn Deraniyagala aus Ceylon wurde neue Präsidentin des IAW. Graff wurde in Anerkennung ihrer Leistung zum Ehrenmitglied der IAW ernannt. Sie blieb in den folgenden Jahren im Vorstand und nahm an den Kongressen in Dublin 1961, Triest 1964 und London 1967 teil. Auf dem Kongress 1961 wurde sie zur Vorsitzenden des Ausschusses für Frauenfragen in Europa gewählt und verbrachte in dem Jahr einen längeren Studienaufenthalt in Nigeria. Sie organisierte 1962 ein Seminar in Dänemark für afrikanische und asiatische Frauen. Ihre Arbeit in der Frauenbewegung war geprägt durch ihre unternehmerische Effizienz.
Für die Radikale Venstre kandidierte sie 1960 für das Parlament, jedoch wurde sie nicht gewählt.
Ester Graff starb am 3. Januar 1991 in Kopenhagen.